# Pompa turbomolecolare

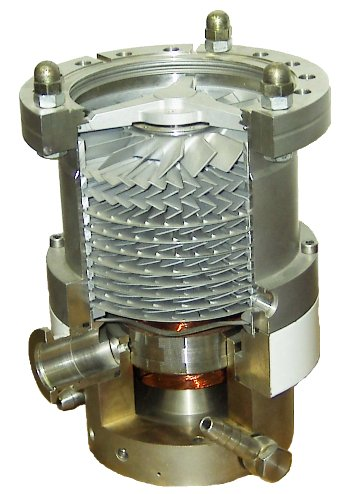
Una pompa turbomolecolare.

Una pompa turbomolecolare è un tipo di pompa da vuoto, superficialmente simile a una turbopompa, utilizzata per
mantenere alto  vuoto.
Queste pompe lavorano sul principio che le molecole del gas acquistano quantità di moto in una direzione desiderata mediante ripetute collisioni con una superficie solida in movimento. In una pompa turbomolecolare, una ventola ruotante rapidamente spinge le molecole dall'ingresso della pompa allo scarico. Le pompe turbomolecolari sono delle pompe assiali a trascinamento in cui il rotore è formato da vari dischi equipaggiati di alette, le quali ruotano tra i dischi dello statore, pure equipaggiati di alette inclinate in senso opposto. La velocità periferica del rotore è dell'ordine di grandezza della velocità dovuta alla  agitazione termica del gas da evacuare.

## Storia
La pompa turbomolecolare è stata inventata nel 1958 da W. Becker basandosi sulla più vecchia pompa a trascinamento molecolare sviluppata da Wolfgang Gaede nel 1913
. Il suo disegno originale è lo sviluppo di un'idea originale con cui Becker qualche anno prima aveva usato un disco con lame rotanti sopra una pompa a diffusione. A partire dalla sua invenzione ha avuto un rapido sviluppo teorico e sperimentale. Le pompe turbomolecolari moderne hanno una grande velocità di pompaggio, un elevato rapporto di compressione per l'idrogeno, e una bassa pressione limite.

## Principio di funzionamento
Le pompe turbomolecolari sono formate da stadi multipli, ogni stadio
è costituito da un rotore e da uno statore. Entrambi gli elementi sono fatti da dischi con alette inclinate in verso opposto.
I rotori ruotano a decine di migliaia di giri al minuto, quindi ogni stadio è una racchetta molecolare a grande velocità. La velocità relativa tra i rotori che si alternano con gli statori rende molto probabile il fatto che una molecola dall'ingresso venga trasportata nello scarico della pompa. Vengono utilizzati molti stadi in cascata in quanto il rapporto di compressione di un singolo stadio è piccolo. In condizioni di zero flusso il rapporto di compressione totale della pompa è dato dal prodotto dei rapporti di compressione dei vari stadi.
Il sistema è praticamente un compressore assiale che inietta energia nel gas, al contrario di una turbina che ricava energia dal fluido che l'attraversa e genera energia rotazionale, quindi pompa turbomolecolare è un termine improprio. 
In pratica le lamelle del rotore urtano le molecole, spingendole verso lo statore; l'urto,  grazie al reciproco orientamento, fa passare le molecole al rotore successivo, dove il processo si ripete.
Queste lamelle sono orientate in maniera progressiva in modo da adattarsi alle differenti pressioni presenti all'interno della turbomolecolare stessa. Alcuni modelli includono uno stadio di trascinamento molecolare nella regione di massima pressione costituito essenzialmente da dischi piatti.
Una pompa turbomolecolare può raggiungere vuoti dell'ordine di 10 nPa; essa deve essere usata di norma in serie con una pompa primaria per vuoto, che provvede a innalzare la pressione del gas in uscita dalla turbomolecolare, scaricandolo in atmosfera.
Le molecole preferenzialmente urtano la parte inferiore delle lame a causa del movimento relativo del rotore e dello statore, . Poiché la superficie delle lame è inclinata verso il basso, la maggior parte delle molecole trascinate uscirà verso il basso. La superficie delle lame è ruvida per evitare la riflessione.
Il flusso attraverso ogni stadio è costante, o detto in altra maniera, il prodotto della velocità e della pressione è costante. Le lame più vicine all'ingresso
sono disegnate in maniera da avere una grande velocità di pompaggio e un piccolo rapporto di compressione. Al contrario le lame vicino all'uscita hanno una bassa velocità di pompaggio e un grande rapporto di compressione.
I cuscinetti, il motore, il controllore e alcuni dei dissipatori di calore sono installati all'interno sull'asse. Radialmente, per togliere il più possibile il gas rarefatto all'ingresso, i rotori sul lato di ingresso avrebbero idealmente un raggio maggiore, e di conseguenza una forza centrifuga più elevata; le lame ideali si assottiglierebbero verso le loro estremità. Tuttavia, poiché la velocità media di una lama influisce così tanto sul pompaggio, questo viene fatto aumentando il diametro radiale piuttosto che il diametro all'estremità, dove è praticabile.
Le pompe turbomolecolari devono operare a velocità molto elevate, e l'accumulo di calore dovuto all'attrito impone limitazioni di progettazione. Alcune pompe turbomolecolari utilizzano cuscinetti magnetici per ridurre l'attrito. Poiché i cuscinetti magnetici e i cicli di temperatura consentono solo uno spazio libero limitato tra rotore e statore, le pale negli stadi ad alta pressione sono talvolta fabbricati con una singola lamina elicoidale. Il flusso laminare non può essere utilizzato per il pompaggio, perché le turbine laminari si fermano quando non vengono utilizzate con il flusso progettato. La pompa può essere raffreddata per migliorare la compressione, ma non dovrebbe essere così fredda da far condensare ghiaccio sulle pale.
Quando una turbopompa viene arrestata, il gas residuo proveniente dal vuoto di supporto può refluirsi attraverso la turbopompa e contaminare la camera. Un modo per prevenire ciò è introdurre un flusso laminare di azoto attraverso la pompa. La transizione dal vuoto all'azoto e da una turbopompa in funzione a una ferma deve essere sincronizzata con precisione per evitare stress meccanico alla pompa e sovrapressione all'uscita.
Il rotore è stabilizzato in tutti i suoi sei gradi di libertà. Un grado di libertà può essere controllato dal motore elettrico.  Un altro modo (ignorando le perdite nei  nuclei magnetici alle alte frequenze) è costruire questo cuscinetto come un asse con una sfera a ciascuna estremità. Queste sfere sono all'interno di sfere statiche cave. Sulla superficie di ciascuna sfera c'è uno schema a scacchiera di linee di campo magnetico che vanno verso l'interno e verso l'esterno. Quando la scacchiera modello delle sfere statiche viene ruotata, il rotore ruota. In questa costruzione nessun asse viene reso stabile a costo di rendere instabile un altro asse, ma tutti gli assi sono neutri e la regolazione elettronica è meno sollecitata e sarà più dinamicamente stabile. I sensori ad effetto Hall possono essere utilizzati per rilevare la posizione di rotazione e gli altri gradi di libertà possono essere misurati capacitivamente.
Il rotore delle turbomolecolari in passato arrivava a 1,7 kHz; oggi per diminuire il costo e aumentare l'affidabilità della macchina stessa si è attuata una riduzione della frequenza meccanica.
I problemi di affidabilità e durata di cui soffrivano queste pompe sono stati poi notevolmente ridotti rimpiazzando i cuscinetti a sfere di acciaio con cuscinetti a sfere ceramici.
L'impiego di cuscinetti magnetici elimina la presenza di lubrificanti, la cui evaporazione causata dalla bassa pressione comprometterebbe la qualità del vuoto generato dalla pompa stessa.
Il pregio di questo tipo di pompa è la capacità di evacuare grandi volumi in poco tempo, mentre i suoi difetti sono relegati alla presenza (eventuale) dei cuscinetti a olio, alle vibrazioni da essa prodotte (a causa delle quali spesso devono essere montate sospese), all'alta precisione di lavorazione richiesta e relativi costi per costruirla, nonché alla frequente manutenzione necessaria.

## Massima pressione
A pressione atmosferica il cammino libero medio dell'aria è di circa 70 nm. Una pompa turbomolecolare può funzionare se le molecole
urtano le pale in moto prima di colpire altre molecole nel loro cammino. Per soddisfare questa condizione, lo spazio tra pale in moto e quelle fisse deve essere simile al cammino libero medio o minore. Per praticità di fabbricazione, lo spazio tra le lame è di circa 1 mm.
Quindi se dovesse scaricare il gas a pressione atmosferica la pompa andrebbe in stallo (smette di pompare). Poiché il cammino libero medio è inversamente proporzionale alla pressione, una pompa turbomolecolare riuscirà a pompare fino ad un vuoto di 10 Pa (0.1 mbar), quando cioè il cammino libero medio è circa 0.7 mm.
La maggior parte delle pompe turbomolecolari hanno come ultimo stadio una pompa a trascinamento molecolare allo scopo di aumentare
la pressione massima in uscita a circa 1–10 mbar. Nella maggior parte dei casi l'uscita (prevuoto) è connessa all'ingresso di una  pompa meccanica che produce una pressione abbastanza bassa per permettere di funzionare correttamente alla pompa turbomolecolare.
Tipicamente tale vuoto ausiliario è di 0.01 mbar.
Le pompe turbomolecolari sono delle pompe molto versatili. Possono, infatti, essere efficienti per molti gradi di vuoto da 10−2 Pa
(vuoto intermedio) fino a ultra alto vuoto (≈10−8 Pa).

## Considerazioni pratiche
Le leggi della fluidodinamica non forniscono una buona approssimazione per il comportamento delle molecole singole, molto
distanti, non interagenti, come quelle che si trovano nel vuoto spinto. La massima compressione varia linearmente con la velocità del raggio del rotore. Per ottenere pressioni estremamente basse inferiori a 10−6 Pa, sono necessarie velocità di rotazione tra
ventimila e novantamila giri al minuto. Sfortunatamente il rapporto di compressione varia esponenzialmente con la radice quadrata
del peso molecolare del gas. Quindi, le molecole pesanti sono pompate più efficacemente di quelle leggere, quindi è difficile pompare
elio e idrogeno.
Una ulteriore conseguenza della elevata velocità del rotore è che sono necessari cuscinetti di alta qualità, e questo aumenta il costo. Poiché le pompe turbomolecolari funzionano solo in regime molecolare, una semplice pompa turbomolecolare necessita
di una pompa primaria molto grande, per questa ragione molte pompe moderne hanno uno stadio a trascinamento molecolare vicino all'uscita per ridurre le dimensioni della pompa del prevuoto.
Gran parte del recente sviluppo delle pompe turbo si è concentrata sul miglioramento dell'efficacia delle fasi di trascinamento. Quando il gas viene rimosso da uno spazio pompato, i gas più leggeri, idrogeno ed elio, diventano una percentuale maggiore del carico di gas rimanente. Negli ultimi anni è stato dimostrato che la progettazione precisa della geometria superficiale degli stadi di trascinamento può avere un effetto marcato sul pompaggio di questi gas leggeri, migliorando i rapporti di compressione fino a due ordini di grandezza per un dato volume di pompaggio. Di conseguenza, è possibile utilizzare pompe di supporto molto più piccole di quelle richieste dalle pompe turbomolecolari pure e/o progettare pompe turbomolecolari più compatte.